# Трухин, Иван Андреевич
Иван Андреевич Трухин (08.03.1910 — 16.03.1972) — механик-водитель танка 94-го танкового батальона, сержант. Герой Советского Союза.

## Биография
Родился 20 февраля 1910 года в селе Полазна, ныне посёлок Добрянского района Пермского края. Окончил 4 класса. Работал кузнецом, шофёром в Полазненском сельпо.
В июле 1941 года был призван в Красную Армию Добрянским райвоенкоматом. Службу начал в автобронетанковом полку Забайкальского военного округа, здесь изучил лёгкий танк Т-26. Затем в учебном полку Челябинского танкового училища освоил танк Т-34 и в конце 1943 года был направлен на фронт.
Весь боевой путь прошёл в составе 51-й танковой бригады. Воевал на 1-м, 2-м Украинских и 1-м Белорусском фронтах. Боевое крещение принял под городом Белая Церковь в январе 1944 года. В боях на Корсунь-Шевченковском направлении получил первую награду — медаль «За отвагу». Особо отличился в марте 1944 года в наступательных боях в ходе Уманско-Ботошанской операции.
Экипаж, в составе которого воевал сержант Трухин, активно участвовал в боях за города Умань и Ямполь. Его танк часто прорывался в тыл противника, внося панику в ряды врага. На поле боя умело маневрировал, ведя свой танк вперёд. Только за первый день боёв на подступах к городу Умань танк Трухина уничтожил 2 пушки и 12 пулемётов противника, под его гусеницами нашли смерть около 70 вражеских солдат и офицеров. В боях за город Умань, умело маневрируя на улицах, обеспечил уничтожение противника, сам гусеницами уничтожил 18 пулемётных точек и до 50 солдат противника. Одним из первых ворвался в город Ямполь и вышел к переправе через реку Днестр. За эти бои сержант Трухин был представлен к присвоению звания Героя Советского Союза.
В июне 1944 года бригада в составе 2-й танковой армии была переведена на 1-й Белорусский фронт. Здесь сержант Трухин форсировал Западный Буг и с тяжёлыми боями шёл по Польше. Только за 10 с половиной суток батальон преодолел более пятисот километров. Экипаж Трухина подбил четыре вражеских танка, а сам механик-водитель был награждён орденом Славы 3-й степени.
Указом Президиума Верховного Совета СССР от 13 сентября 1944 года за мужество, отвагу и героизм сержанту Трухину Ивану Андреевичу присвоено звание Героя Советского Союза с вручением ордена Ленина и медали «Золотая Звезда».
После присвоения звания Героя Трухина в приказном порядке направили в танковое училище города Казань. Здесь он встретил День Победы. Член ВКП(б)/КПСС с 1946 года.
После войны старший сержант Трухин был демобилизован. Вернулся на родину. Работал шофёром в местном райпо. Жил в посёлке Полазна. Скончался 16 марта 1972 года.
Награждён орденами Ленина, Славы 3-й степени, медалями, в том числе «За отвагу».
Почётный гражданин Добрянского муниципального района.
Его именем названа улица в  поселке Полазна.